# Byszewo (gromada)
Byszewo – dawna gromada, czyli najmniejsza jednostka podziału terytorialnego Polskiej Rzeczypospolitej Ludowej w latach 1954–1972.
Gromady, z gromadzkimi radami narodowymi (GRN) jako organami władzy najniższego stopnia na wsi, funkcjonowały od reformy reorganizującej administrację wiejską przeprowadzonej jesienią 1954 do momentu ich zniesienia z dniem 1 stycznia 1973, tym samym wypierając organizację gminną w latach 1954–1972.
Gromadę Byszewo z siedzibą GRN w Byszewie utworzono – jako jedną z 8759 gromad na obszarze Polski – w powiecie kołobrzeskim w woj. koszalińskim na mocy uchwały nr 43/54 WRN w Koszalinie z dnia 5 października 1954. W skład jednostki weszły obszary dotychczasowych gromad Byszewo, Niemierze, Kędrzyno i Morowo ze zniesionej gminy Charzyno oraz obszar dotychczasowej gromady Świecie Kołobrzeskie ze zniesionej gminy Siemyśl w tymże powiecie i województwie, a także grunty PGR Gosław z dotychczasowej Gosław ze zniesionej gromady Gołańcz Pomorska z powiatu gryfickiego w woj. szczecińskim. Dla gromady ustalono 11 członków gromadzkiej rady narodowej.
1 stycznia 1958 z gromady Byszewo wyłączono: a) wieś Niemierze, włączając ją do gromady Charzyno oraz b) wieś Kędrzyno, włączając ją do gromady Sarbia w tymże powiecie, po czym gromadę Byszewo zniesiono, a jej (pozostały) obszar włączono do gromady Siemyśl tamże.